# ألبرتو تارانتيني
ألبرتو تارانتيني (بالإسبانية: Alberto Tarantini)‏ مواليد 3 ديسمبر 1955 في بوينس آيرس، الأرجنتين، هو لاعب كرة قدم أرجنتيني دولي سابق كان يلعب كمدافع. اعتزل اللعب عام 1989. سبق له أن لعب في كأس العالم لكرة القدم مع منتخب بلاده. بدأ مسيرته الرياضية عام 1973.

## المسيرة الاحترافية

### أندية لعب لها
- بوكا جونيورز
- برمنغهام سيتي
- ريفر بليت (الأرجنتين)
- نادي باستيا
- نادي تولوز
- نادي سانت جالين

## روابط خارجية
- ألبرتو تارانتيني على موقع الاتحاد الدولي (مؤرشف)  (الإنجليزية)
- ألبرتو تارانتيني على موقع قاعدة بيانات كرة القدم.إي يو (الإنجليزية)
- ألبرتو تارانتيني على موقع ناشيونال فوتبول تيمز (الإنجليزية)
- ألبرتو تارانتيني على موقع عالم كرة القدم.نت (الإنجليزية)